# 劇場版ポケットモンスター ベストウイッシュ キュレムVS聖剣士 ケルディオ
『劇場版ポケットモンスター ベストウイッシュ キュレムVS聖剣士 ケルディオ』（げきじょうばんポケットモンスターベストウイッシュ キュレムたい せいけんし ケルディオ）は、2012年7月14日より公開されたテレビアニメ『ポケットモンスター』の劇場版第15作目の作品。

## 概要
公式サイトでは「15周年記念超大作」と紹介されている。
当初発表されたタイトルは『キュレムVS聖剣士』であり、本作で初公表となるポケモン・ケルディオの名が伏せられていた。また、「劇場版で（後に正式タイトルに組み込まれる）主役となるポケモンはそれまでゲーム版で公開されていなかった初登場のポケモン」という慣例が、2010年『幻影の覇者 ゾロアーク』以来2年ぶりに復活した。
本年は映画15周年を迎えることを記念して『おどるポケモンひみつ基地』以来9年ぶりとなる短編映画『メロエッタのキラキラリサイタル』が制作、同時上映された。そのため、短編作品が廃止された『裂空の訪問者 デオキシス』以降の作品に比べ、本作単体の上映時間は短くなり、70分程度となったのは、『七夜の願い星 ジラーチ』以来である。
本作公開当時にはTVシリーズが『ポケットモンスター ベストウイッシュ シーズン2』に移行していたが、本作では移行前の設定であり、シリーズタイトルも移行前のものである。ただし、オープニングはシーズン2の主題歌「やじるしになって!」が使用された。
サトシが登場する長編に必ず物語に絡んで登場してきたロケット団が台詞付きで登場せず、物語に絡まない長編作品は本作が唯一である。ムサシ役の林原めぐみとコジロウ役の三木眞一郎は別の役で出演しているが、ニャース役の犬山イヌコは初めて長編作品に未出演となった（同時上映『メロエッタのキラキラリサイタル』には同役で出演）。
メディアファクトリーは本作よりピカチュウプロジェクトから外れたこと、さらに『ピカチュウレコード』レーベルがオープニング主題歌を担当する最後の作品である。製作会社の変更は『劇場版ポケットモンスター セレビィ 時を超えた遭遇』以来であり、劇場版は『ポケモン・ザ・ムービーXY&Z ボルケニオンと機巧のマギアナ』までに至るまで本作に参加した7社が製作している。
全国357スクリーンで公開され、2012年7月14、15、16日の初日3日間で興行収入7億5,376万100円、動員72万4,067人になり映画観客動員ランキング（興行通信社調べ）で初登場第2位となった。最終的な興行収入は36.1億円で同年公開の邦画で7位となり、『ポケモンレンジャーと蒼海の王子 マナフィ』以来6年ぶりに40億円を下回った。

## 前売り券・配布ポケモン
本作の前売り券に付属する引換券で入手できるポケモンはケルディオであり、6月23日より引き換えが開始された。このケルディオは『ポケットモンスター ブラック2・ホワイト2』に連れて行くことで「かくごのすがた」にフォルムチェンジすることができる。
また、劇場ではメロエッタが『ポケットモンスターブラック・ホワイト』及び『ポケットモンスター ブラック2・ホワイト2』を対象に配信される。
本年の予告CMにおける前売り券の宣伝はニャースが行っている。

## ストーリー
イッシュ地方を旅していたサトシ達一行は、傷ついたケルディオを発見する。ケルディオはサトシ達と次第に打ち解けていく中で、「自分は聖剣士だ」と嘘をついてキュレムに挑み惨敗した事、自分を助けようとした聖剣士達がキュレムに氷漬けにされた事を明かす。そして、サトシ達の優しさに触れていく中で、自分の未熟さを悟ることとなる。キュレムを倒して聖剣士達を助けようと覚悟を決めるケルディオ。果たして、ケルディオはキュレムに打ち勝つ事が出来るのだろうか…。

## 登場人物・キャスト

### レギュラー
詳細は個別記事かアニメ版ポケットモンスターの登場人物を参照。
サトシ
声 - 松本梨香
アイリス
声 - 悠木碧
デント
声 - 宮野真守
サトシのポケモン
ピカチュウ
声 - 大谷育江
ミジュマル
声 - 福圓美里
チャオブー
声 - 水田わさび
技：かえんほうしゃ
ツタージャ
声 - 林原めぐみ
ズルッグ
声 - 渡辺明乃
ガントル
声 - 石塚運昇
アイリスのポケモン
キバゴ
声 - 津田美波
ドリュウズ
エモンガ
声 - かないみか
デントのポケモン
ヤナップ
声 - 藤村知可
イワパレス
声 - 三木眞一郎
技：がんせきほう
マッギョ
声 - 石塚運昇
技：ほうでん
ロケット団（ムサシ・コジロウ・ニャース）
今作ではオープニングとエンディングのみの登場で、台詞は無い。
ジョーイ
声 - 藤村知可
オババ様
声 - 水田わさび

### ゲストキャラクター
マリン
声 - ローラ（特別出演）
駅弁の売り子の少女。天真爛漫で明るい性格。手持ちポケモンはバニプッチ。
駅員
声 - 三宅健太
カナタ
ハーデリアを使うトレーナー。
ミサキ
レパルダスを使うトレーナー。

### ゲストポケモン
聖剣士
ポケモンと世界を守る伝説のポケモンたち。日夜修行に励み、各地を旅し続けている。
ケルディオ
声 - 中川翔子（特別出演）
技：ハイドロポンプ、しんぴのつるぎ、かげぶんしん
本作のゲストキャラクターの主人公。「聖剣士」の後継者とされ、コバルオン・テラキオン・ビリジオンの下で修行する幻のポケモン。
聖剣士になるための試練であるキュレムとのバトルを一向に許されず、その焦りから聖剣士の忠告を無視し、「自分は聖剣士である」と嘘をつきバトルを挑むも、その強さに圧倒され額の角をへし折られ、挙句に自分を助けに来た聖剣士たちが氷漬けにされるところを目の当たりにし、恐怖でその場から逃亡。結果追われる身となり、山沿いを走る列車の屋根で倒れているところをサトシたちに発見される。
サトシたちの助けを受けつつ、再びキュレムの元へと向かい、覚悟を決め自分の心の内を素直に明かした上で再度バトルを挑む。その際に「覚悟の姿」にフォルムチェンジし、激しいバトルを繰り広げる。最終的にバトルには敗れる（正確に言えば自ら負けを認めた）が、キュレムの攻撃からサトシたちを庇ったことから「良い剣だ」と称えられ、一人前の「聖剣士」として認められた。
コバルオン　
声 - 山寺宏一（特別出演）
技：せいなるつるぎ、ラスターカノン
「聖剣士」のリーダー格。冷静沈着で他のポケモンを導くなどリーダーシップに優れる。ケルディオに「敗北してもそこから何を学ぶかが大切である」ことを説く。基本的には人間とは距離をおいているものの、ケルディオに助力し、自らを救おうとしたサトシ達には感謝している。また「聖剣士の誓い」を彼らの前で立ち会わせている。
テラキオン
声 - 安元洋貴
技：せいなるつるぎ、はかいこうせん、ストーンエッジ
「聖剣士」の一体。パワーと突進力に優れ、豪快でややお調子者の兄貴分的な存在。ケルディオに「相手から絶対に目を離してはならない」ことを説く。
ビリジオン
声 - 本田貴子
技：せいなるつるぎ、マジカルリーフ
「聖剣士」の一体。落ち着いた性格で、女性的な敬語で話す。「素早さと正義の心に関しては一番」とケルディオは語っている。ケルディオに「一番の敵は自分自身の恐怖心である」ことを説く。

キュレム
声 - 高橋克実（特別出演）
技：こごえるせかい、りゅうのいぶき、シャドークロー、コールドフレア、フリーズボルト
レシラムとゼクロムと同時に誕生し、2体の遺伝子と力を併せ持つ、地上最強と云われるドラゴンポケモン。ゼクロムの遺伝子によって雷を操る「ブラックキュレム」と、レシラムの遺伝子によって炎を操る「ホワイトキュレム」へとフォルムチェンジする。気性は荒く、自身の戦いを邪魔する者には容赦が無い。自分にバトルを挑みながらも逃げ出したケルディオを追い、ケルディオと行動を共にするサトシ一行を襲撃する。
初めからケルディオが「聖剣士」たちに無断で自身に戦いを挑んでいたことを気づいていた。
フリージオ
キュレムに従うポケモンたち。複数体登場。

## スタッフ
- 原案 - 田尻智、増田順一、杉森建
- スーパーバイザー - 石原恒和、久保雅一
- アニメーション監修 - 小田部羊一
- エグゼクティブプロデューサー - 都築伸一郎、福永晋
- プロデューサー - 盛武源、吉川兆二、小田原明子、岡本順哉、川瀬好一
- アニメーションプロデューサー - 神田修吉
- 制作担当 - 小板橋司
- 脚本 - 園田英樹
- 絵コンテ - 湯山邦彦、尼野浩正、吉川博明、日高政光、飯島正勝、宮尾佳和、関野昌弘
- 演出 - 飯島正勝、日高政光、吉川博明、関野昌弘、博史池畠、北崎正浩
- キャラクターデザイン - 毛利和昭、一石小百合、佐藤和巳、松原徳弘、山田俊也
- 総作画監督 - 毛利和昭、佐藤和巳、竹内杏子
- 作画監督 - 佐藤陵、新岡浩美、石川真理子、田島瑞穂、片山みゆき、志村隆行、馬場俊子、田口広一、一石小百合、松原徳弘、北崎正浩
- 動画チェック - 榎本冨士香、室岡辰一、齋藤友希、湯本真央、一条望、吉村昌輝、田中敏美、勝部知子、岡村隆
- 色彩設計 - 佐藤美由紀、吉野記通
- 色指定・検査 - 上田みず恵、渡辺美智子、奥井恵美子、伊藤敦子、中尾総子、笹愛美、長尾朱美、斎藤知津江、吉原千春、小林美代子、渡辺陽子
- 特殊効果 - 太田憲之 / 榊原豊彦、南條楊輔
- 美術監督 - 秋葉みのる
- 撮影監督 - 池田新助
- 2Dコンポジットアドバイザー - 吉田光伸
- CGIプロデューサー ‐ 坂美佐子
- CGIスーパーバイザー - 近藤潤
- CGIディレクター - 伊藤良太
- 編集 - 辺見俊夫
- 編集助手 - 野川仁、小守真由美（ジェイ・フィルム）
- 音楽 - 宮崎慎二
- 音楽プロデューサー - 齋藤裕二
- 音響監督 - 三間雅文
- 制作デスク - 北村卓也
- 設定制作 - 鈴森龍、藤井康晶
- 制作進行 - 菊地勇、正田聡史、田中和美、植木貴一、北村翔太郎、今田美月、田中太郎、生熊隆 / 大杉善信
- 制作協力 - 手塚プロダクション、虫プロダクション、DANGUN PICTURES
- 制作 - 小学館集英社プロダクション
- アニメーション制作 - OLM Team Koitabashi
- 監督 - 湯山邦彦
- 製作 - ピカチュウプロジェクト（The Pokémon Company、小学館、テレビ東京、タカラトミー、ジェイアール東日本企画、OLM、小学館集英社プロダクション）

## 主題歌
オープニングテーマ「やじるしになって!」(MOVIE EDIT)
作詞 - 戸田昭吾 / 作曲・編曲 - たなかひろかず / コーラスアレンジ - 河野陽吾 / 歌 - 松本梨香 (PIKACHU RECORDS)
エンディングテーマ「Memories」
Written by Rola, Jeff Miyahara, Kanata Okajima, Martin Ankelius, Magnus Kaxe / Produced by Jeff Miyahara　/ 唄 - ローラ /（UNIVERSAL INTERNATIONAL）

## 映像ソフト化
- 2012年12月19日に、本編のDVDとBDが、同時上映『メロエッタのキラキラリサイタル』と同時収録される形で発売された。また、前作までの販売元はメディアファクトリーだったが、先述の理由で本作の販売元はソニー・ミュージックディストリビューション（現・ソニー・ミュージックマーケティング）に移行している。

## コミカライズ
『月刊コロコロコミック』で漫画版が掲載された。作画は井上桃太。単行本は公開日と同時に刊行された。

## ノベライズ
小学館ジュニアシネマ文庫で小説版が発売された。著者は水稀しま。